# Mustafa Hilmi Pașa
Mustafa Hilmi Pașa (n. 1849, Istanbul - d. 1922, Istanbul) a fost un general otoman de la începutul secolului al XX-lea, fiu al lui Ibrahim Sarim Pașa. A fost comandant al Corpului VI Armată al Imperiului Otoman (în turcă: 6 ncı Kolordu sau Altıncı Kolordu), mare unitate a  Armatei Otomane, constituită la începutul secolului al XX-lea, pe timpul procesului de reformare a armatei Imperiului Otoman.
În timpul Primului Război Mondial a comandat Corpul VI Armată în cursul acțiunilor militare din România, în perioada octombrie 1916 - februarie 1918, fiind comandantul otoman cu cel mai mare rang.:p. 185
Pe timpul Războiului de Independență al Turciei a luptat împotriva forțelor franceze la Alep. A murit în 1922 la Istanbul.